# Bristol 407
|                      |                          |
| Bristol 407          |                          |
| Fabricante           | Bristol Cars             |
| Producción           | 1961 - 1963              |
| Tipo                 | Sedán                    |
| Carrocería           |                          |
| Unidades producidas  | 88                       |
| Predecesor           | Bristol 406              |
| Sucesor              | Bristol 408              |
| Motor                | V8de 5130cc              |
| Velocidad máxima     | 201 km/h                 |
| Transmisión          | Automática-3 velocidades |
| Longitud             | 4877 mm                  |
| Anchura              | 1727 mm                  |
| Altura               | 1524 mm                  |
| Distancia entre ejes | 2896 mm                  |
| Peso                 | 1651 kg                  |

El Bristol 407 era un modelo de vehículo de lujo, producido por la empresa británica Bristol Cars entre 1961 y 1963. Fue el primer modelo de Bristol que se hizo después de su separación de Bristol Aeroplane Co., que había construido todos los modelos anteriores de Bristol.
Por fuera se parecía a su antecesor Bristol 406 que se había producido entre 1958 y 1961. Sólo presentaba algunos sutiles cambios, como la barra horizontal en la parrilla del radiador, que fue aumentando progresivamente de los modelos 405, 406 hasta el tamaño del 407. Además presentaba 2 tubos de escape posteriores en lugar de uno.
Ahora bien, en mecánica se presentó el cambio más significativo, ya que el anterior motor BMW de 6 cilindros, en aquellos momentos era insuficiente para competir en rendimiento con otras marcas británicas de automóviles de lujo. Por lo que se sustituyó por un motor Chrysler V8 de 5.130 cc y 6 cilindros, construido en Canadá. Este modelo, fue el primero de la marca en montar el citado motor de Chrysler. El motor estaba acoplado a una caja de cambios automática de tres velocidades Torqueflite producida por Chrysler.
El otro gran cambio se produjo en la suspensión delantera. Habían desaparecido las hojas de muelles transversales que eran insuficientes para proporcionar un control eficaz en las velocidades más altas que el 407 era capaz de desarrollar, por lo que en su lugar se instalaron muelles en espiral. Este diseño de suspensión iba a ser utilizado en todas los futuros modelos de Bristol hasta el modelo 603 donde aparecieron nuevos refinamientos.

## Rendimiento
La revista británica “The Motor” probó el vehículo en 1961 y entre sus prestaciones, registró una velocidad máxima de 125.2 mph (201,5 km/h) y una aceleración de 0-60 mph (97 km/h) en 9,2 segundos y un consumo de combustible de 16,1 l/100 km.